# Sophia Corri

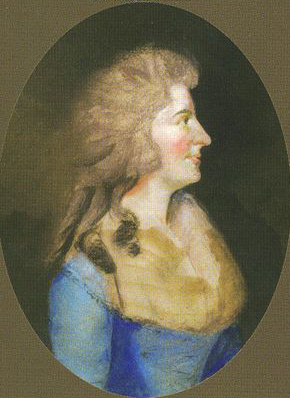
Sophia Giustina Corri

Sophia Giustina Corri, auch Sophia Corri-Dussek, Sophia Corri-Dusík, und Sophia Dussek-Moralt, (1. Mai 1775 in Edinburgh gestorben nach 1828 wohl in London) war Sängerin, Pianistin, Harfenistin und Komponistin. Sie war die Tochter von Domenico Corri, die Ehefrau von Jan Ladislav Dussek und John Alvis Moralt, die Schwiegertochter von Adam Moralt und die Mutter von Olivia Dussek, die allesamt musikalisch tätig waren.

## Leben und Werk
Sophia Corri war die Tochter des italienischen Komponisten, Impresarios, Musikverlegers und Gesangslehrers Domenico Corri (1746–1825). Von ihrem Vater, der sie bereits in frühen Jahren auftreten ließ, erhielt sie Gesangsunterricht. Drei jüngere Brüder schlugen ebenfalls die musikalische Laufbahn ein – Montague Philip (um 1784–1849) und Philip Anthony (um 1784–1832) wurden Komponisten, Haydn (1785–1860) Komponist und Sänger. Ihr Onkel Natale Corri (1765–1822) war ebenfalls Komponist, dessen Tochter Fanny Corri-Paltoni wurde mit Mozart- und Rossini-Partien in den Jahren 1818 bis 1835 eine gefeierte Sopranistin in ganz Europa.
Im Jahr 1788 siedelte die Familie von Edinburgh nach London um, wo Sophia Corri ihre Gesangsstudien bei Luigi Marchesi, Giuseppe Viganoni und Giambattista Cimador fortsetzte. 1791 debütierte sie erfolgreich als Sängerin in einem Salomon concert, geleitet von Joseph Haydn am Cembalo. Danach sang sie regelmäßig in dieser Konzertreihe, unter anderem am 24. Februar 1792 in der Uraufführung von Haydns Madrigal The Storm (Hob. XXIVa:8). Später sollte sie auch eine bedeutende Rolle in der Rezeption Mozarts spielen, beispielsweise als Solistin in der Londoner Erstaufführung von dessen Requiem am 20. Februar 1801 im Covent Garden Theatre im Rahmen von John James Ashleys Lenten Oratorios.

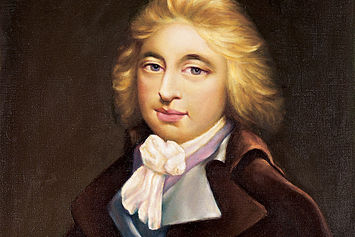
Jan Ladislav Dussek,
ihr erster Ehemann

1792 heiratete sie den aus Böhmen stammenden Pianisten und Komponisten Jan Ladislav Dussek, bei dem sie Unterricht genommen hatte und mit dem sie gemeinsam in mehreren Konzerten auftrat, wobei sie sowohl sang als auch Klavier und Harfe spielte. Dussek stieg 1794 in den Musikverlag und Musikalienhandel seines Schwiegervaters Domenico Corri ein, den dieser im Jahre 1779 in Edinburgh gegründet hatte. Die Firma hieß sodann Corri, Dussek & Co. Sophia Corris Ehemann hielt auch engen Kontakt zum englischen Klavierhersteller John Broadwood und veranlasste diesen zwischen 1789 und 1794, den Tastenumfang der Klaviatur der Broadwood-Instrumente zuerst von 5 auf 5½, dann auf 6 Oktaven auszubauen sowie auf größere Robustheit der Instrumente Wert zu legen.
Das Paar hatte eine Tochter Olivia Francisca, geboren um 1799. Sie sollte später ebenfalls Pianistin, Harfenistin und Komponistin werden. Um die Zeit von Olivias Geburt bedrohte ein Konkurs die Existenz der Corris und Dusseks. Auch die Eheleute entfremdeten sich. Ehemann Dussek verließ London und seine Familie fluchtartig Richtung Hamburg, aus Angst vor der Justiz. Vater Corri kam in Haft. Die Eheleute korrespondierten noch einige Zeit, doch riss auch der Briefwechsel im Laufe der Jahre ab. Dussek sah Frau und Tochter nie wieder, er starb 1812 in St. Germain-en-Laye.
Sophia Corri sang und spielte in zahlreichen Konzerten, komponierte Sonaten, Rondos, Variationen und zahlreiche Arrangements für Klavier und Harfe. Im Laufe der Zeit wurden einige Werke der Komponistin irrtümlich oder mit Absicht anderen zugeschrieben. Beispielsweise wurde die populäre c-moll-Sonate, eine der sechs Sonaten von op. 2, in den drei Auflagen in London (durch das gemeinsame Unternehmen von Vater und Ehemann) korrekterweise mit dem Autorenvermerk Madame Dussek veröffentlicht. Schott in Mainz schrieb das Werk fälschlich ihrem Ehemann zu, die Pleyel-Edition aus Paris nannte nur den Familiennamen, vermutlich mit Absicht, da Sophias Ehemann wesentlich prominenter war und sein Name bessere Verkäufe versprach. Die Fehlzuordnungen zogen sich bis weit ins 20. Jahrhundert, als der berühmte spanische Harfenist Nicanor Zabaleta das Werk ebenfalls dem Ehemann zuordnete. 1808 erschien sie auf der Bühne des King’s Theatre in London und sang unter dem Namen Sophia Dussek in Opern von Giovanni Paisiello, Valentino Fioravanti, Sebastiano Nasolini und Giuseppe Sarti.
Nach dem Tod ihres ersten Ehemannes in Frankreich heiratete sie den Bratschisten John Alvis Moralt. Das Paar lebte in Paddington, wo Sophia Corri eine Musikschule eröffnete. Über Ort und Zeitpunkt ihres Todes gibt es widersprüchliche Angaben, siehe unten unter Hinweise. Der zweite Ehemann und die Tochter starben beide im Jahr 1847.

## Kompositionen
Für Tasteninstrumente:
- Sonata for pianoforte with violin or flute, Op. 1
- 3 Sonatas for harpsichord with violin, Op. 1
- Sonata for pianoforte

Für Harfe oder Klavier:
- The New German Waltz – adaptiert als Rondo für Harfe oder Piano Forte (1799)

Für die Harfe:
- 3 Sonatas with Scots Airs and Reels for the Adagios & Rondos, Op. 2 : B-flat, G, C minor
- 3 Sonatas with Scots Airs and Reels for the Adagios & Rondos, Op. 2 : E-flat, F, C
- 6 Sonatas: C, F, G, B-flat, F, E, formerly attributed to Jan Ladislav Dussek
- A French air with variations
- C’est l’amour: A 3rd French air with variations
- Introduction and March
- Variationen über God Save the King
- La Chasse: An original rondo
- sowie zumindest sieben Sätze Favorite Airs, einige mit Flöte oder Violine ad libitum
- und eine Reihe von Arrangements

Für Harfe und Klavier:
- Duett
- Introduction and Waltz
- sowie Arrangements

## Diskografie
- Dussek, Jan Ladislav & Sophia: Harp sonatas by Kyunghee Kim-Sutre (Sonarti records, 2013, RT01)

## Hinweise
- Das Sterbedatum der Künstlerin wird von Grove Music Online und von der Deutschen Biographie mit „1847“ angegeben. Allerdings schreiben MGG sowie Kutsch/Riemens von ihrem Versterben „nach 1828“, die DNB nennt 1830, und der Normdateneintrag der Library of Congress zitiert eine Quelle, wonach die Angabe 1847 auf einer Verwechslung mit ihrer Tochter Olivia beruht. Die spanische und die englische Wikipedia nennen „ca. 1831“ und äußern Zweifel am Todesjahr 1847 – unter Hinweis darauf, dass der zweite Ehemann der Künstlerin, John Avis Moralt, in diesem Jahr verstorben sei, keine Sterbeurkunde der Sängerin vorliege und eine Verwechslung vorliegen könne. Das Bayerische Musiker-Lexikon Online gibt „24. Dezember 1847 in London“ an, was allerdings der Angabe für die Tochter Olivia Dussek entspricht. Das Sterbedatum von Sophia Corri verwitwete Dusík und verehelichte Moralt ist somit nicht sicher verbürgt.
- Die Künstlerin wird fallweise mit der Prager Sopranistin Josepha Duschek (1754–1824) verwechselt, die mit dem böhmischen Komponisten František Xaver Dušek (1731–1799), deutsch: Franz Xaver Duschek, verheiratet war.

| Personendaten    | Personendaten                                                                                          |
| ---------------- | --- |
| NAME             | Corri, Sophia                                                                                          |
| ALTERNATIVNAMEN  | Corri, Sophia Giustina (Geburtsname); Corri-Dušik, Sophia; Corri-Dussek, Sophia; Dussek-Moralt, Sophia |
| KURZBESCHREIBUNG | Sängerin, Pianistin, Harfenistin und Komponistin in Großbritannien                                     |
| GEBURTSDATUM     | 1. Mai 1775                                                                                            |
| GEBURTSORT       | Edinburgh                                                                                              |
| STERBEDATUM      | nach 1828                                                                                              |
| STERBEORT        | unsicher: London                                                                                       |